# Manuel Borutta
Manuel Borutta (* 1971) ist ein deutscher Historiker.
Manuel Borutta studierte von 1991  bis 1999 Geschichte, Literatur- und Medienwissenschaften in Berlin und Rom. Er schloss mit dem Magisterexamen ab. 2005 erfolgte die Promotion zum Dr. phil. der Neueren Geschichte an der FU Berlin. Seine Dissertation wurde 2005 mit dem Wolf-Erich-Kellner-Preis ausgezeichnet. Borutta war danach Wissenschaftlicher Mitarbeiter am Friedrich-Meinecke-Institut der FU Berlin, Max Weber Fellow am European University Institute in Florenz, Wissenschaftlicher Mitarbeiter am Historischen Institut der Universität zu Köln, Fellow der Alexander-von-Humboldt-Stiftung, Université Paris II, Karl-Ferdinand-Werner Fellow am Deutschen Historischen Institut Paris sowie Fellow am Käte Hamburger Kolleg „Politische Kulturen der Weltgesellschaft“ in Duisburg. 
Von 2010 bis 2018 war er Juniorprofessor für Kulturgeschichte des Mittelmeerraums am Historischen Institut der Ruhr-Universität Bochum. Im Jahr 2018 lehnte er einen Ruf an die Justus-Liebig-Universität Gießen auf die W3-Professur für Neuere Geschichte mit besonderer Berücksichtigung des 19. und 20. Jahrhunderts ab und nahm einen Ruf an die Universität Konstanz auf die W3-Professur für Neuere und Neueste Geschichte mit Schwerpunkt 19. und 20. Jahrhundert an.

## Veröffentlichungen
Monographien
- Antikatholizismus. Deutschland und Italien im Zeitalter der europäischen Kulturkämpfe, Vandenhoeck & Ruprecht, Göttingen 2010, 2. Auflage 2011, ISBN 978-3-525-36849-7.

Herausgeberschaften
- mit Jan C. Jansen: Vertriebene and Pieds-Noirs in Postwar Germany and France. Comparative Perspectives, PalgraveMacMillan, Basingstoke 2016, ISBN 978-1-349-70150-6.
- mit Sakis Gekas: A Colonial Sea: The Mediterranean, 1798–1956, Routledge, London 2012.
- mit Nina Verheyen: Die Präsenz der Gefühle. Männlichkeit und Emotion in der Moderne, Transcript, Bielefeld 2010.
- mit Frank Adloff: Max Weber in the 21st Century. Transdisciplinarity within the Social Sciences, San Domenico di Fiesole 2008.
- mit Frank Bösch: Die Massen bewegen. Medien und Emotionen in der Moderne, Campus, Frankfurt am Main u. a. 2006.